# E
 Ovo je glavno značenje pojma E. Za druga značenja pogledajte E (razdvojba).
E je 9. slovo hrvatske abecede. Označava prednji srednje visoki samoglasnik. 

## Povijest
Razvoj slova „E” moguće je pratiti tijekom povijesti:
| Proto-semitsko E | Feničko he | Grčko epsilon | Etruščansko E | Rimsko E |
| Proto-semitsko E | Feničko he | Grčko epsilon | Etruščansko E | Rimsko E |